# Bonifazio Bevilacqua Aldobrandini
Bonifazio Bevilacqua Aldobrandini (Ferrara, 1571 - Roma, 7 de abril de 1627) foi um cardeal do século XVII.

## Biografia
Nasceu em Ferrara em 1571. Quinto dos oito filhos de Antonio Bevilacqua, conde de Macastorna, e sua segunda esposa, Isabella Turchi. Foi agregado à família Aldobrandini pelo Papa Clemente VIII em 3 de abril de 1601. Relacionado ao Papa Gregório XIV. Seu sobrenome também está listado como Aldobrandini Bevilacqua.
Estudou na Universidade de Pádua, onde se doutorou in utorue iure, tanto em direito canônico como civil, presumivelmente em 1590. Ingressou no estado eclesiástico nesse mesmo ano.
Retornou a Ferrara e tornou-se arquidiácono do capítulo da catedral, 1590-1597. Foi para Roma entrando ao serviço do Papa Gregório XIV como prelado doméstico em 1591. Governador de Fano, ca. 1593. Governador do Património de São Pedro, 1593. Referendário dos Tribunais da Assinatura Apostólica da Justiça e da Graça, 1594. Governador de Camerino, 14 de outubro de 1596.
Eleito patriarca titular de Constantinopla, com dispensa por ainda não ter atingido a idade canônica, em 3 de abril de 1598. Consagração (sem informações encontradas). Seu lema era Nè di tanta jattura mi querolo.
Criado cardeal sacerdote no consistório de 3 de março de 1599; recebeu o gorro vermelho e o título de S. Anastasia, 17 de março de 1599. Prefeito da Sagrada Consulta, 1599. Legado em Perugia e Umbria, 25 de setembro de 1600 até 1606. Optou pelo título de S. Girolamo degli Schiavoni, 26 de fevereiro de 1601. Transferido para a sede de Cervia, 10 de setembro de 1601. Conde do Sagrado Apostolo Palácios lic, 22 de abril de 1602. Participou do conclave de março de 1605, que elegeu o Papa Leão XI. Participou do conclave de maio de 1605, que elegeu o Papa Paulo V. Optou pelo título de S. Prisca, 31 de agosto de 1611. Optou pelo título de S. Pietro in Vincoli, 7 de janeiro de 1613. Camerlengo do Sagrado Colégio dos Cardeais, 17 de fevereiro de 1614, substituindo o falecido Cardeal Francesco Mantica; eleito novamente, 12 de janeiro de 1615 até 11 de janeiro de 1616. Prefeito da SC da Sagrada Consulta desde 1614. Marquês de Tornano, 1619. Participou do conclave de 1621, que elegeu o Papa Gregório XV. Prefeito da SC do Índice de fevereiro/março de 1621 até 1622. Optou pelo título de S. Maria in Trastevere, em 29 de março de 1621. Obteve o título de duque sobre seu feudo, em 3 de março de 1622. Participou do conclave de 1623, que elegeu o Papa Urbano VIII. Optou pela ordem dos cardeais bispos e pela sé suburbicária de Sabina, 27 de setembro de 1623. Optou pela sé suburbicária de Frascati, 7 de setembro de 1626. Prefeito da SC do Concílio Tridentino, 1626 até sua morte. Ele mandou construir o monumento sepulcral de Torquato Tasso na igreja de S. Onofrio al Gianicolo.
Morreu em Roma em 7 de abril de 1627, às 21 horas. Sepultado na capela de S. Sebastiano Martire na igreja de S. Andrea della Valle, Roma.